# Opera Australia

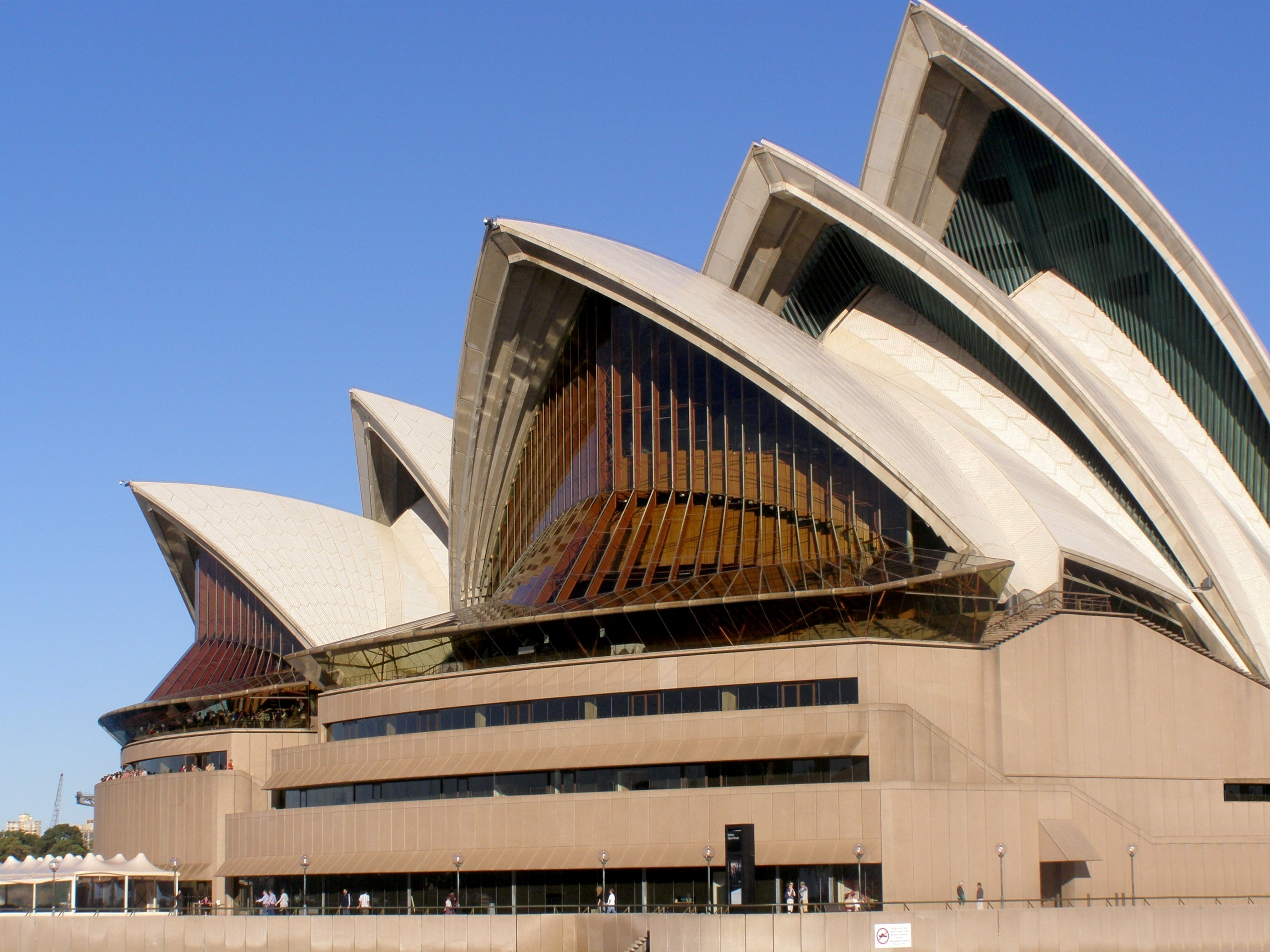
Sydney Opera House, casa da Opera Australia

Opera Australia é a principal companhia de ópera Austrália. Baseado em Sydney, sua temporada de apresentação no Ópera de Sydney é executado por cerca de oito meses do ano, com o restante do seu tempo de permanência no Centro de Artes de Melbourne (onde é acompanhado por Orquestra Victoria). Em 2004, a empresa entregou 226 performances em suas estações de inscrição em Sydney e Melbourne, em que participaram mais de 294 mil pessoas.